# Ctenus trinidensis
Ctenus trinidensis är en spindelart som först beskrevs av Alayón 200.  Ctenus trinidensis ingår i släktet Ctenus och familjen Ctenidae. Inga underarter finns listade i Catalogue of Life.